# Octophialucium bigelowi
Octophialucium bigelowi är en nässeldjursart som beskrevs av Paul Torben Lassenius Kramp 1955. Octophialucium bigelowi ingår i släktet Octophialucium och familjen Malagazziidae. Inga underarter finns listade i Catalogue of Life.